# اقتصاد منخفض الكربون

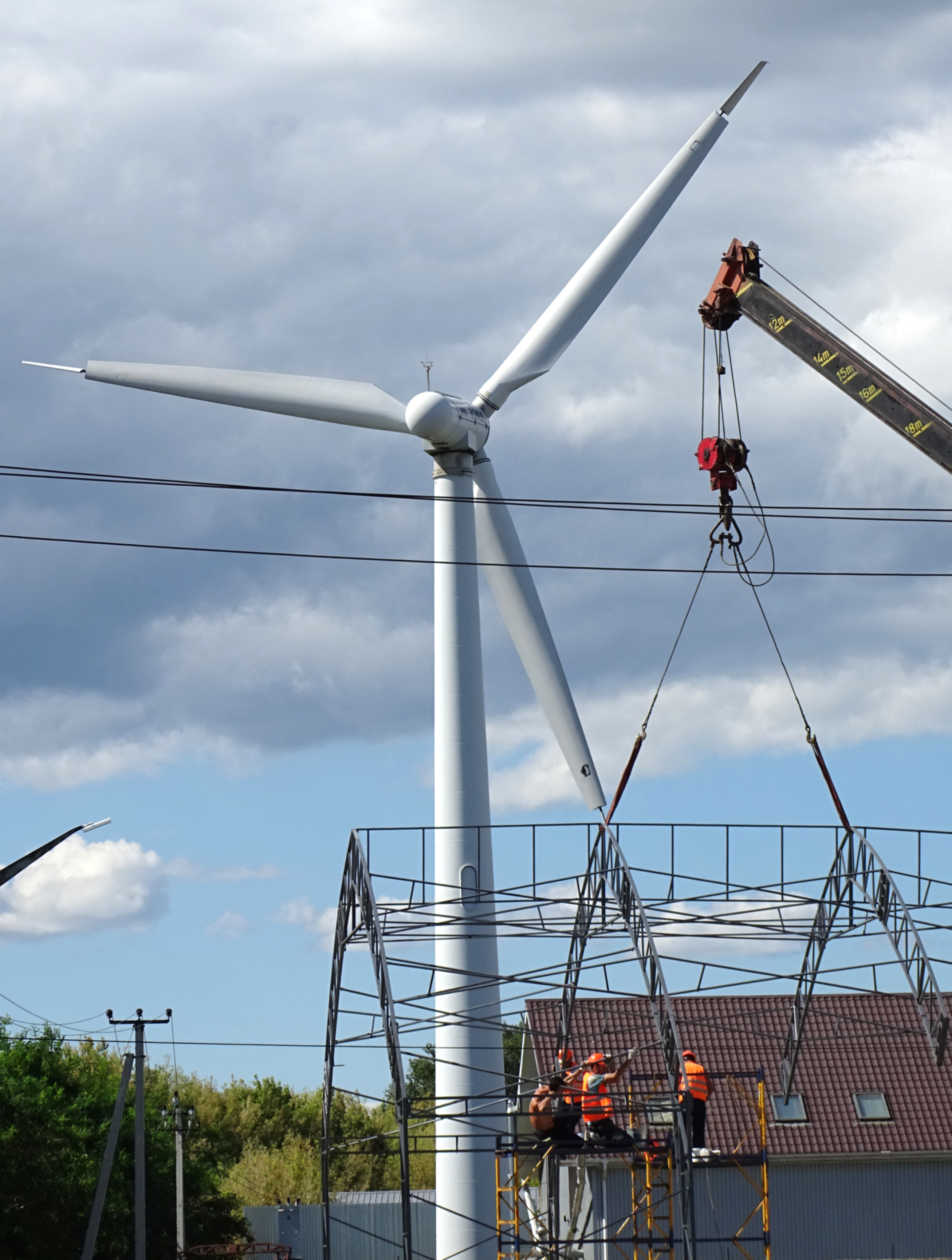
الصورة تصف انبعاث الغازات

اقتصاد منخفض الكربون (بالإنجليزية: Low-carbon economy)‏هو اقتصاد يعتمد على مصادر طاقة منخفضة الكربون وبالتالي ينتج الحد الأدنى من انبعاثات الغازات الدفيئة في الغلاف الجوي، وتحديدًا ثنائي أكسيد الكربون. تُعد انبعاثات الغازات الدفيئة الناتجة عن النشاط البشري السبب الرئيسي لتغير المناخ الملحوظ منذ منتصف القرن العشرين. قد يتسبب الانبعاث المستمر لغازات الاحتباس الحراري في حدوث تغيرات طويلة الأمد حول العالم، ما يزيد من احتمالية حدوث آثار شديدة وواسعة الانتشار ولا رجعة فيها على الناس والنظم البيئية.
يمكن للتحول إلى اقتصاد منخفض الكربون على نطاق عالمي أن يجلب فوائد كبيرة لكل من البلدان المتقدمة والنامية. وتصمم وتنفذ العديد من البلدان حول العالم استراتيجيات تنمية منخفضة الانبعاثات (LEDS). تسعى هذه الاستراتيجيات إلى تحقيق أهداف التنمية الاجتماعية والاقتصادية والبيئية مع تقليل انبعاثات الغازات الدفيئة على المدى الطويل وزيادة المرونة في مواجهة آثار تغير المناخ.
يُقترح تطبيق الاقتصادات منخفضة الكربون المنفذة عالميًا كمقدمة لاقتصاد أكثر تقدمًا وخالي من الكربون. ويقيّم مؤشر جيوجالو للمكاسب والخسائر الجيوسياسية كيف يمكن أن يتغير الوضع الجيوسياسي لـ 156 دولة إذا انتقل العالم بالكامل إلى موارد الطاقة المتجددة. ومن المتوقع أن يفقد المصدرون السابقون للوقود الأحفوري قوتهم، بينما من المتوقع أن تتعزز مواقف المستوردين السابقين للوقود الأحفوري والبلدان الغنية بموارد الطاقة المتجددة.

## المبررات والأهداف
قد تسعى الدول إلى الاعتماد على اقتصادات منخفضة الكربون أو خالية من الكربون كجزء من إستراتيجية وطنية للتخفيف من آثار تغير المناخ، فيما تعتمد الاستراتيجية الشاملة للتخفيف من الاحتباس الحراري على محايدة الكربون.
يهدف الاقتصاد منخفض الكربون إلى دمج جميع جوانبه، بما فيها التصنيع والزراعة والنقل وتوليد الطاقة وغيرها، لدعم التقنيات التي تنتج الطاقة والمواد مع انبعاثات قليلة من غازات الدفيئة، وبالتالي دعم السكان وتعزيز كفاءة المباني والآلات والأجهزة التي تستخدم تلك الطاقات والمواد، والتخلص من نفاياتها أو إعادة تدويرها للحصول على الحد الأدنى من انبعاثات غازات الدفيئة. علاوةً على ذلك، اقتُرحت ضرورة عزو التكلفة (لكل وحدة إنتاج) إلى كمية الغازات الدفيئة، من خلال وسائل مثل تجارة الانبعاثات و/ أو ضريبة الكربون، لجعل الانتقال إلى اقتصاد منخفض الكربون مجديًا.
تعتمد بعض الدول اقتصادات منخفضة الكربون حاليًا، مثل المجتمعات غير الصناعية أو غير المأهولة بالسكان. وقد تضطر جميع الدول التي تعتبر مجتمعات ذات كثافة كربونية ومجتمعات ذات كثافة سكانية عالية إلى أن تصبح مجتمعات واقتصادات خالية من الكربون من أجل تجنب تغير المناخ على المستوى العالمي. يسمح نظام تجارة الانبعاثات في الاتحاد الأوروبي للشركات بشراء أرصدة الكربون الدولية، وبالتالي يمكن للشركات الترويج للتقنيات النظيفة لتعزيز تطوير الدول الأخرى لاقتصادات منخفضة الكربون. تُظهر الأبحاث السابقة أن الاستثمارات في الصين في المشاريع الخضراء تقلل من مستويات انبعاثات الكربون على المدى القصير والطويل. في المقابل، يؤدي استخراج الموارد الطبيعية، وتطوير القطاع المالي، واستثمارات الطاقة إلى زيادة انبعاثات الكربون على المدى القصير والطويل.

## الفوائد

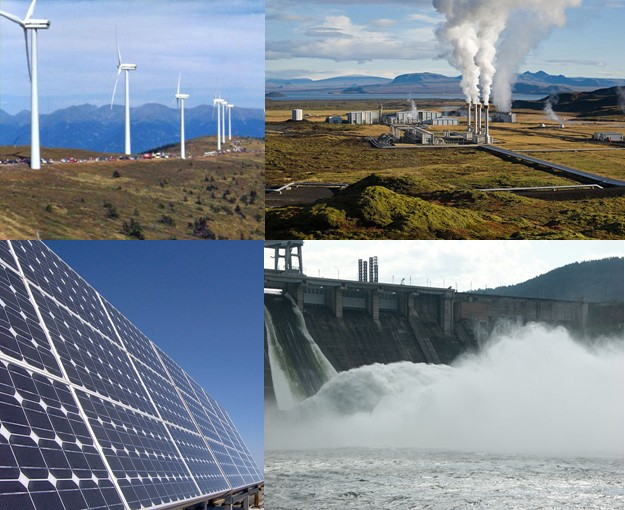
مجموعة من صور الطاقة المتجددة

تقدم الاقتصادات منخفضة الكربون فوائد متعددة لتعزيز مرونة النظام البيئي وكفاءة استهلاك الطاقة وتنويع أشكال التجارة وزيادة فرص العمل وتحسين الصحة وزيادة الأمن والقدرة التنافسية الصناعية.

### مرونة النظام البيئي
يمكن لاستراتيجيات التنمية منخفضة الانبعاثات في قطاع الأراضي إعطاء الأولوية لحماية النظم البيئية الغنية بالكربون ليس فقط للحد من الانبعاثات، وإنما أيضًا لحماية التنوع الحيوي وحماية سبل العيش المحلية للحد من الفقر في المناطق الريفية؛ ما سيؤدي إلى إنشاء أنظمة أكثر مقاومة للاحتباس الحراري، وفقًا لتقرير صادر عن الشراكة العالمية لاستراتيجيات التنمية منخفضة الانبعاثات (LEDS GP). تعد مبادرات خفض الانبعاثات الناتجة عن إزالة الغابات وتدهورها في البلدان النامية (REDD+) والكربون الأزرق من بين التدابير المتاحة للحفاظ على هذه النظم البيئية الغنية بالكربون وإدارتها بشكل مستدام واستعادتها، والتي تعد ضرورية لتخزين الكربون الطبيعي وعزله، وبناء مجتمعات قادرة على التكيف مع تغير المناخ.

### فوائد اقتصادية

#### توفير فرص عمل
يمكن أن يصبح التحول إلى اقتصادات منخفضة الكربون ومستدامة بيئيًا واجتماعيًا محركًا قويًا لخلق فرص العمل، ورفع مستوى الوظائف، وتعزيز العدالة الاجتماعية، والقضاء على الفقر، في حال إدارتها بشكل صحيح بمشاركة كاملة من الحكومات والعمال ومنظمات أصحاب العمل.
تشير تقديرات التقارير الاقتصادية العالمية لمنظمة العمل الدولية إلى أن تغير المناخ غير المخفف، وما يرتبط به من آثار سلبية على الشركات والعمال، سيكون له آثار سلبية على معدلات الإنتاج في العديد من الصناعات، مع انخفاض في الناتج بنسبة 2.4٪ بحلول عام 2030 و7.2٪ بحلول عام 2050.
سيؤدي الانتقال إلى اقتصاد منخفض الكربون إلى حدوث تحولات في حجم وتكوين ونوعية العمالة عبر القطاعات وسيؤثر على مستوى دخل الأفراد وتوزيعه. ومع إشارة الأبحاث إلى توزع نحو 1.5 مليار عامل على ثمانية قطاعات فقط، من المرجح أن تشهد نصف القوى العاملة العالمية لتغييرات كبيرة في قطاعات الزراعة والغابات وصيد الأسماك والطاقة والتصنيع كثيف الموارد وإعادة التدوير والمباني والنقل.